# NGC 2622
NGC 2622 (również PGC 24269) – galaktyka spiralna (Sb), znajdująca się w gwiazdozbiorze Raka. Jest położona w odległości ok. 400 mln lat świetlnych od Ziemi. Odkrył ją Albert Marth 29 marca 1865 roku. Oddziałuje grawitacyjnie z pobliską PGC 24266. Należy do galaktyk Seyferta typu 1.8.